# Patricia Djaté-Taillard
Patricia Djaté-Taillard, francoska atletinja, * 3. januar 1971, Pariz, Francija.
Nastopila je na poletnih olimpijskih igrah leta 1996 in osvojila šesto mesto v teku na 800 m. Na svetovnih dvoranskih prvenstvih je v teku na 1500 m osvojila srebrno medaljo leta 1997, na evropskih dvoranskih prvenstvih pa naslov prvakinje v teku na 800 m leta 1996.